# Musée d'Art de Setagaya
Le musée d'art de Setagaya (世田谷美術館, Setagaya Bijutsukan) se trouve dans le quartier de Yōga, arrondissement de Setagaya, à Tokyo. Le musée, qui a ouvert le 30 mars 1986, abrite une galerie permanente et monte des expositions temporaires.

## Bâtiment
Le bâtiment principal du musée d'art de Setagaya se trouve dans le parc de Kinuta, à Tokyo, au Japon.

## Collections
Les collections permanentes du musée contiennent un grand nombre de photographies, en particulier de Kineo Kuwabara et (par centaines) de Kōji Morooka. « Love You Tokyo » (ラヴ・ユー・トーキョー, Rabu Yū Tōkyō) en 1993 a été une exposition inhabituellement importante, qui a rassemblé 265 œuvres de Kuwabara et 1479 autres de Nobuyoshi Araki.